# 大石修平
大石 修平（おおいし しゅうへい、1922年3月26日 - 1991年5月25日）は、日本の近代文学研究者。元東京都立大学人文学部教授。

## 来歴
富山県氷見郡氷見町（現氷見市）出身。父は農政家で氷見農業学校校長、衆議院議員の大石斎治。富山県立氷見中学校 （現・富山県立氷見高等学校）、富山高等学校 (旧制)を経て、東京帝国大学文学部国文科に進学するが、文系学生に対する徴兵免除停止に伴い、1943年に繰上卒業して軍務に服する。
出征から帰還後、1947年に富山県立富山師範学校助教授となる。同年度に附属中学校国語担当講師も務めた。1949年東京都立高校（東京都立大学附属高等学校）教諭。高岡市在住の和田侃が自らの戦中戦後の体験から、作文をとおして「自分で見て自分でものを考えることができる人間に」育てるために発行した『中学作文』に、指針となる著作を多数寄稿。「自由な努力」は、1953年6月に東京大学で開催された日本文学協会大会国語部会における富山県作文教育実践報告のなかで、和田によって重要な論文として報告された。
1968年東京都立大学助教授、1973年教授、1985年に定年退職し名誉教授となる。1993年に大石修平論文集刊行会により研究論文集『感情の歴史：近代日本文学試論』が刊行された。
追悼文には、相馬庸郎「大石修平さんのこと」、田中実「思想に殉じた教師大石修平 : 大石修平著『感情の歴史-近代日本文学試論-』を読んで」がある。

## 著作

### 著書
- 『泉鏡花論考[9]』明石書院、1968年10月
- 『感情の歴史：近代日本文学試論[10]』有精堂出版、1993年5月

### 論文
- 「舞姫論」『文学』第19巻4号、1951年4月、pp.71-78
- 「樋口一葉[11]」『日本文学』1巻1号、1952年11月、pp.15-23
- 「『明暗』試論」『文学』22巻11号、1954年11月、pp.1170-1178
- 「『或る女』の形象組織[12]」『日本文学』3巻11号、1954年11月、pp.55-63
- 「一葉の小説」『日本文学講座 第5巻(日本の小説 第2)』、1955年2月、pp.221-231
- 「草枕」『國文學』1巻6号、1956年12月
- 「鴎外『青年 (小説)|青年』について[13]」『日本文学』7巻5号、1958年5月、pp.340-348
- 「殺されたる笵の妻[14]」『日本文学』9巻5号、1960年5月、pp.313-333
- 「『形』の饗宴 : 谷崎潤一郎論[15]」『日本文学』12巻10号、1963年10月、pp.735-746
- 「鏡花の方法 : その錯覚主義について[16]」『日本文学』12巻12号、1963年12月、pp.894-904
- 「鴎外『妄想』など解義 : ポヴァリスムの主題について[17]」(<特集>近代の作家)『日本文学』13巻5号、1964年5月、pp.324-340
- 「近代文学(研究)における「感情(主義)」の問題性[18]」(第十九回大会報告・文学の部)『日本文学』13巻8号、1964年8月、pp.565-579
- 「『吾輩は猫である』私見：いわば「心理」的主人公について」「日本近代文学』5、1966年11月、pp.37-50
- 「『破戒 (小説)|破戒』について：その位置づけのために」『人文学報』69号、1969年2月、pp.51-64
- 「厭世文学と追想」『人文学報』80号、1971年3月、pp.121-135
- 「漱石における夢と追想[19]」(<特集>夏目漱石・『夢十夜』)『日本文学』20巻4号、1971年4月、pp.1-9
- 「近世文学における都市庶民性 : 序説　都市細民の形象の成立まで」（森山重雄と共著）『都市研究報告, 25 . 都市環境整備研究報告11(2)』、1971年10月、p.29
- 『魯敏孫一露伴：遭難譚 失敗譚』『人文学報』96、1973年3月、pp.149-168
- 「『或る女』の形象組織白樺派文学 : 有島武郎・武者小路実篤」『白樺派文学 : 有島武郎・武者小路実篤(日本文学研究資料叢書)』、1974年8月
- 「人の世の相の物語」『人文学報』104号、1975年1月、pp.1-22
- 「『多情多恨』論」『文学』43巻11号、1975年11月、pp.1276-1287
- 「換喩の文学：写実と比喩と」『国語と国文学』53巻12号、1976年12月、pp.1-14
- 「〔ルイ〕夫藍」『人文学報』117号、1977年1月、pp.25-46
- 「殺されたる笵の妻」『志賀直哉2(日本文学研究資料叢書)』、1978年10月
- 「芥川竜之介：その換喩」『人文学報』132号、1979年3月、pp.37-42
- 「教育的素材論」『人文学報』146号、1981年1月、pp.1-20
- 「『一握の砂』：無常と存在」『人文学報』160号、1983年3月、pp.19-28
- 「夢見る物語：『大菩薩峠 (小説)|大菩薩峠』」『人文学報』173号、1985年3月、pp.1-37
- 「『大菩薩峠』：大きい寓話」1985年（執筆）

### その他執筆物
- 「詩の成長(詩の教室)」『中学作文』1巻7号、1949年11月、pp.22-24
- 「美しい日のために[20]」『中学作文』1950年1号、1950年1月、pp.2-4
- 「描写について(作文の時間)」『中学作文』1950年3号、1950年6月、pp.2-5
- 「平和への祈り」『中学作文』1950年5号、1950年9月、pp.2-3
- 「写生の意義について」『中学作文』1950年6号、1950年10月、pp.2-4
- 「自由な努力」『中学作文』1950年7号、1950年11月、pp.2-5
- 「感想(われわれと作品：心のふれあい)」『中学作文』1950年8号、1950年12月、p.6
- 「祖國と目的意識[21]」『日本文学』2巻5号、1953年7月、pp.38-40
- 「 [書評]岩波講座『文学』4『国民の文学(一)』近代篇(1)[22]」『日本文学』3巻4号、1954年4月、pp.60-62
- 「総選挙に際して : 要求と感想」『日本文学』4巻2号、1955年2月、pp.96-97[23]
- 「近代小説の鑑賞『城の崎にて』」『東京都高等学校教育課程基準案続編　国語科』、1957年
- 「思想と形象」『古典教育(東書ハンドブック, 32 . 新編国語 : 高等学校用)』、1959年
- 「作詞者[24]」『ふたば』51号
- 「玉藻沖つ藻」『梓』4号、1960年6月
- 「『蜘蛛の糸』について(大会感想,文学と教育)[25]」『日本文学』9巻10号、1960年11月、pp.700-701
- 「菊池寛」『人と作品(現代文学講座7集　大正編3)』、1961年4月
- 「[書評]瀬沼茂樹著, 『夏目漱石 近代日本の思想家』[26]」『日本文学』11巻6号、1962年6月、pp.634-635
- 「『小僧の神様』と感想文」『国語の研究7』、1962年6月
- 「ジュール・ベルヌ」『緑陰館報5』、1962年7月
- 「時間」『日本文学通信5』、1962年10月
- 「[座談会]日本文学研究における戦後(第4回)近代文学」『日本文学』14巻3号、1965年3月

### 校歌
- 富山師範学校附属中学校（現富山大学教育学部附属中学校）（作曲:石桁真礼生）、1948年8月制定[27]
- 八尾町立室牧小学校（2003年4月富山市立八尾小学校へ統合）（作曲:大沢欽治）、1954年10月17日制定[28]
- 富山大学教育学部附属小学校（作曲:團伊玖磨）、1959年11月3日制定[29]
- 立山町立立山小学校（作曲:中田喜直）、1962年1月10日制定[30]